# Нелидов, Алексей Леонтьевич
Алексей Леонтьевич Нелидов (1884 — 1919) — военнослужащий Русской императорской армии и ВСЮР, кавалер ордена Святого Георгия 4-й степени, подполковник Генерального штаба Российской империи.

## Биография
Родился 2 ноября 1884 года. Из дворян Костромской губернии, православный. В службу вступил 1 сентября 1902. Образование получил в Ярославском кадетском корпусе и Константиновском артиллерийском училище, которое окончил в 1904 году по 1-му разряду. Из училища выпущен в 10-ю артиллерийскую бригаду. Участник русско-японской войны. Кавалер трех боевых орденов. С 10 сентября 1907 года — штабс-ротмистр 2-го эскадрона Каргопольского 5-го драгунского полка. В 1909 году поступил в Николаевскую академию Генерального штаба. Продолжал формально числиться в полку до конца существования РИА. Окончил Императорскую Николаевскую военную академию в 1912 по 1-му разряду. Приказом по генеральному штабу №36 за 1913 прикомандирован на 1 год к Офицерской кавалерийской школе для изучения технической стороны кавалерийской службы. Не прибывая в полк прикомандирован к штабу 4-й армии.
Участник Первой Мировой войны. Старший адъютант штаба 10-й кавалерийской дивизии с 11 июня 1915. Затем штаб-офицер для поручений при штабе 6-го армейского корпуса с 27 октября 1916. Исполняющий должность начальника штаба 11-й кавалерийской дивизии с 3 сентября 1917. 
В Гражданской войне — в Белом движении. Во ВСЮР служил в управлении главного начальника снабжения, являлся начальником оперативного отделения штаба. Отравлен в ресторане на банкете после захвата Харькова.

### Звания
- подпоручик (старшинство 9 августа 1904);
- поручик (старшинство 10 августа 1907);
- штабс-ротмистр (старшинство 10 августа 1911);
- Генерального штаба капитан (старшинство 10 августа 1913);
- подполковник (старшинство 6 декабря 1915, производство 15 августа 1916);
- полковник (после 1917).

### Награды
- орден Святого Станислава 3-й степени с мечами и бантом (1905);
- орден Святой Анны 4-й степени (1906);
- орден Святого Станислава 2-й степени с мечами (1907);
- орден Святой Анны 3-й степени с мечами и бантом (1910);
- орден Святого Владимира 4-й степени с мечами и бантом (высочайший приказ в декабре 1914);
- орден Святой Анны 2-й степени с мечами (высочайший приказ в декабре 1914, за отлично-усердную службу и труды...);
- орден Святого Георгия 4-й степени (приказ по 11-й армии № 676 25 сентября 1917);
- медали Российской империи.